# Yoloxóchitl, Guerrero
Yoloxóchitl är en ort i Mexiko.   Den ligger i kommunen Tlacoachistlahuaca och delstaten Guerrero, i den sydöstra delen av landet, 290 km söder om huvudstaden Mexico City. Yoloxóchitl ligger 836 meter över havet och antalet invånare är 571.
Terrängen runt Yoloxóchitl är huvudsakligen kuperad, men västerut är den bergig. Runt Yoloxóchitl är det ganska tätbefolkat, med 54 invånare per kvadratkilometer. Närmaste större samhälle är La Soledad, 11,2 km sydost om Yoloxóchitl. I omgivningarna runt Yoloxóchitl växer huvudsakligen savannskog.